# Timex Sinclair
La Timex Sinclair è stata una joint venture stabilita nel 1982 tra l'azienda statunitense Timex e la britannica Sinclair Research, per produrre e vendere negli Stati Uniti d'America home computer derivati dagli ZX81 e ZX Spectrum della Sinclair. La Timex fondò a tale scopo la sussidiaria Timex Computer Corporation e fuori dagli USA furono venduti anche modelli a marchio Timex Computer. Il successo della Timex Sinclair non fu paragonabile a quello grandioso della linea ZX originale in Europa. La Timex si ritirò dal mercato statunitense dei computer già nel 1984, ma in altri Paesi del mondo la produzione di modelli Timex Computer e di altre varianti continuò negli anni '80.

## Storia

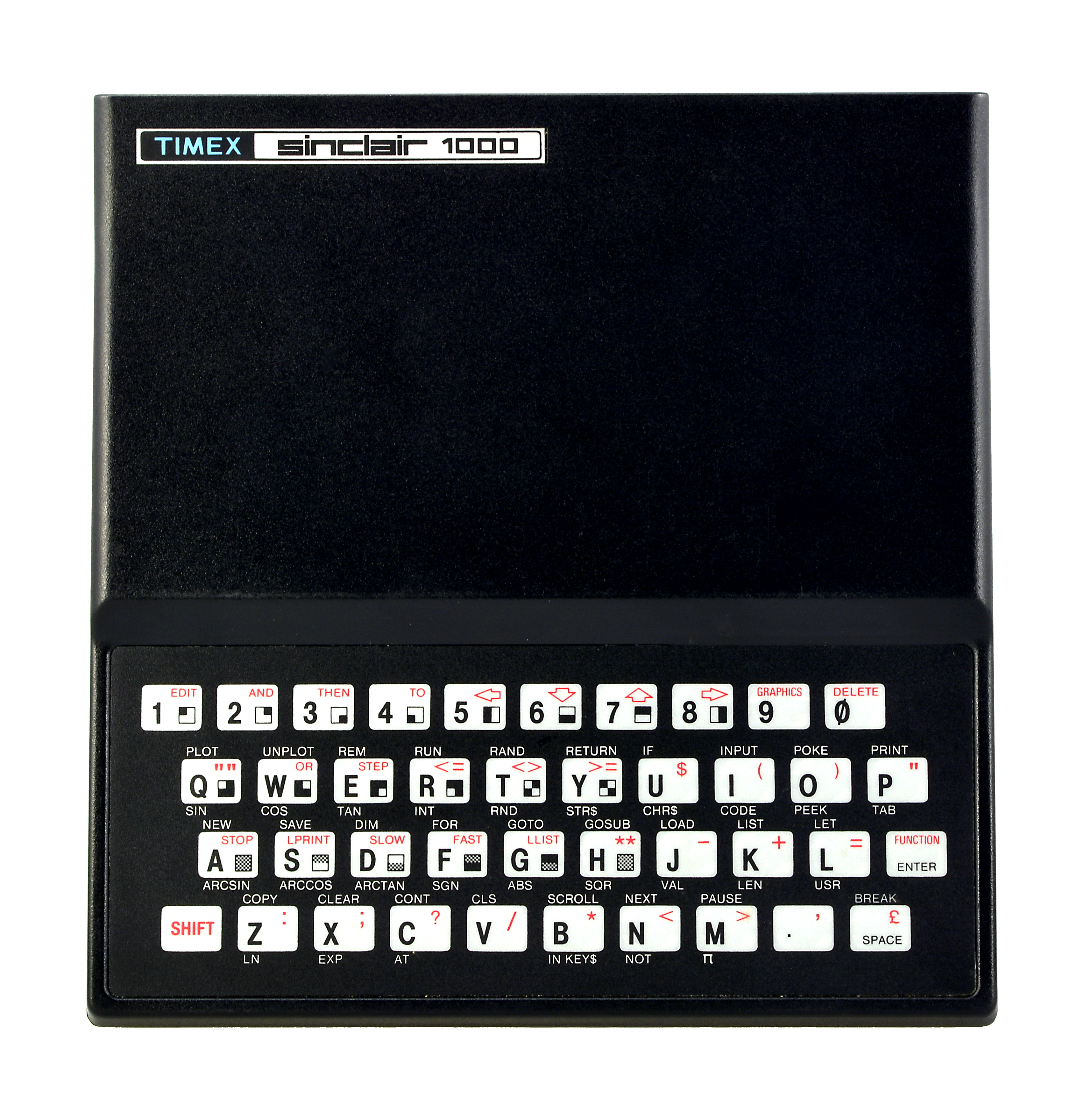
Timex Sinclair 1000 (1982)

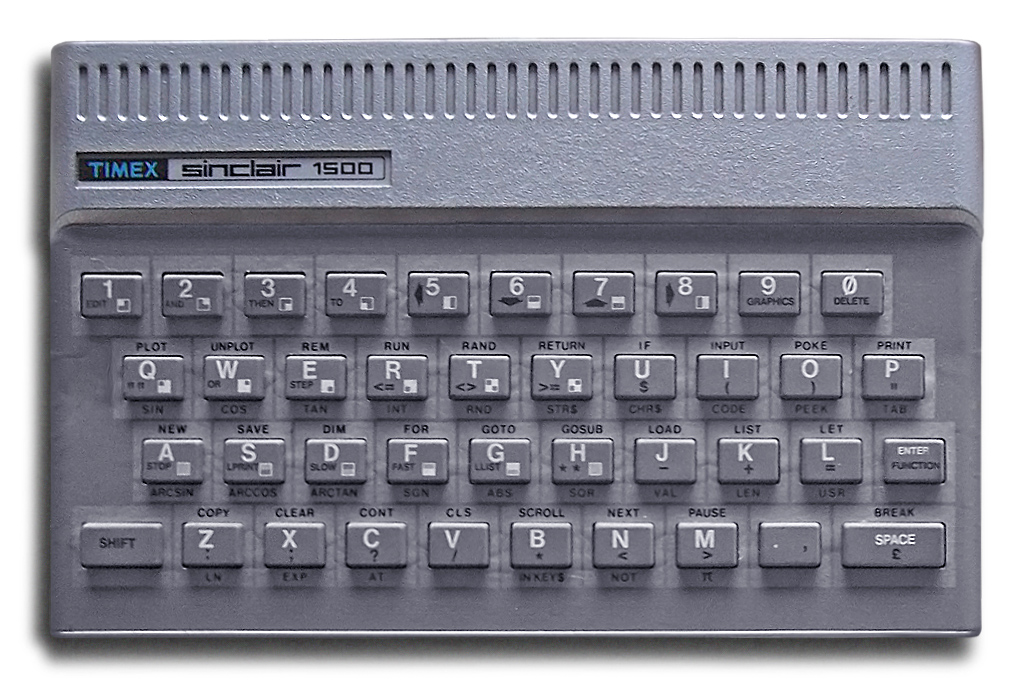
Timex Sinclair 1500 (1983)

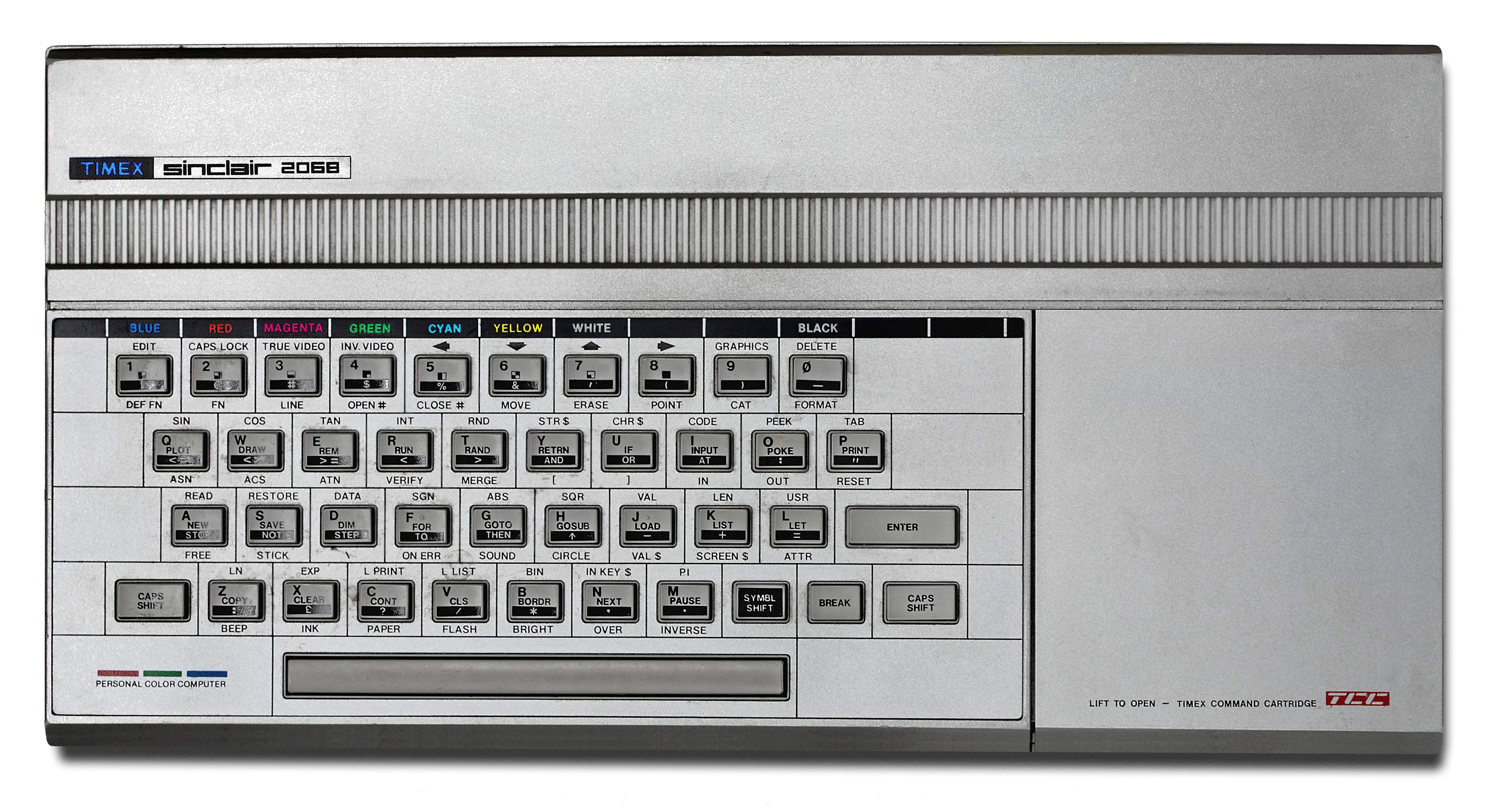
Timex Sinclair 2068 (1983)

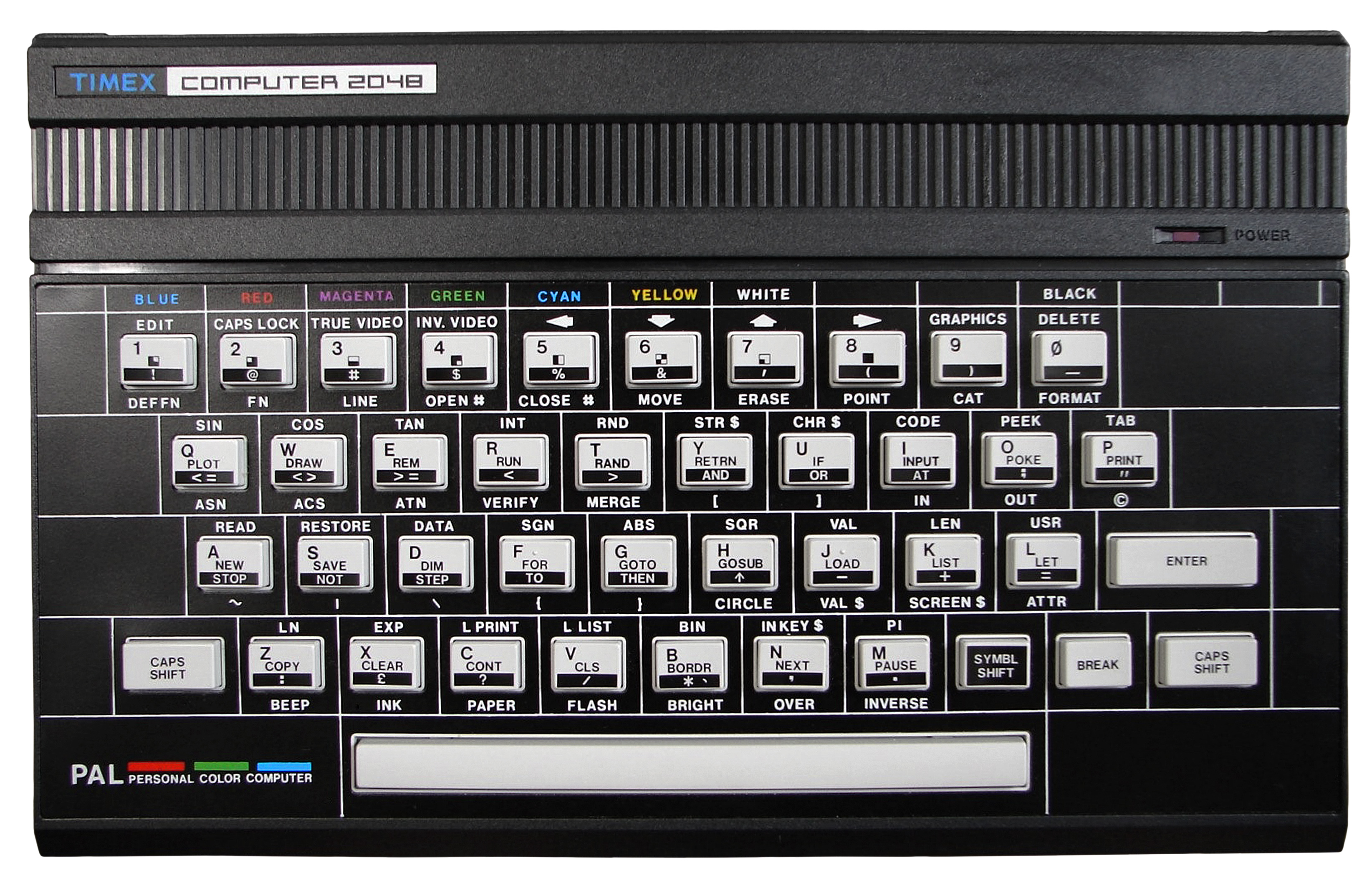
Timex Computer 2048 (1984)

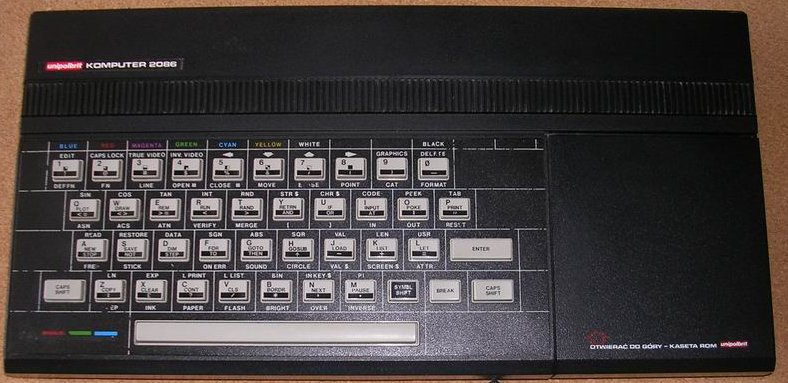
Unipolbrit Komputer 2086 (1986)

La Timex è una storica azienda orologiera statunitense, che all'epoca aveva esteso la propria produzione ad altri tipi di apparecchiature, fino ad arrivare al settore elettronico.
A gennaio 1981 la Timex iniziò a fabbricare gli ZX81 per la Sinclair Research nel proprio stabilimento britannico a Dundee, assemblando oltre 500 000 unità in un anno.
La joint venture Timex Sinclair tra le due aziende, per produrre modelli specifici per il mercato USA, iniziò nel 1982.
La Timex Computer Corporation, con sede a Middlebury (Connecticut), fu fondata come sussidiaria della Timex Corporation, per progettare e commercializzare i prodotti Timex Sinclair negli USA.
La Timex possedeva già dal 1970 uno stabilimento di orologeria in Portogallo con circa 2000 dipendenti, tramite la Timex Portugal, che fu adattato alla produzione dei nuovi computer, non essendo sufficiente quello di Dundee.
Per la Sinclair era vantaggiosa la possibilità di sfruttare l'esistente catena di distribuzione di Timex negli Stati Uniti. Attraverso Timex fu possibile servirsi della manodopera a basso costo degli stabilimenti in Corea del Sud. Inoltre Timex Sinclair, attraverso la controllata portoghese, poté aggirare i limiti doganali dell'esportazione dagli USA verso paesi sudamericani come Brasile e Argentina (mentre ad esempio la Commodore, per entrare anche in quel mercato, fu costretta a passare per la società argentina Drean).
Timex e Sinclair non fecero in tempo a partecipare attivamente alla West Coast Computer Faire statunitense (allora la più importante fiera di computer) alla fine di marzo 1982, ma in quell'occasione intervenne Michael Levy della Mindware, che trattò l'imminente e promettente arrivo dello ZX81 sul mercato americano. Levy, recatosi tre volte nel Regno Unito per accordi di distribuzione di prodotti britannici, sosteneva che lo standard britannico del software, dell'hardware e delle pubblicazioni era elevato e ben all'altezza delle aspettative USA.
Lem Tarshis, vicepresidente esecutivo Timex, trattò l'accordo con la Sinclair. L'accordo prevedeva la distribuzione e la vendita dello ZX81 nei circa 171 000 punti vendita statunitensi e il pagamento di royalty alla Sinclair, ma si iniziò con la vendita per corrispondenza attraverso la sede Sinclair di Boston.
Nel 1982 lo ZX81 fu lanciato in America come Timex Sinclair 1000 o T/S1000, al prezzo iniziale di 99,95 dollari. All'epoca era il computer più economico mai venduto negli USA, ponendosi perciò come concorrente della Commodore, che fu spinta ad abbassare il prezzo del suo VIC-20. Secondo la Timex, furono venduti circa 600 000 T/S1000, grazie anche all'importazione di software britannico, localizzato e rimarchiato.
Timex Sinclair lanciò anche una crescente linea di periferiche e di software. Tra le periferiche ufficiali Timex Sinclair uscirono stampante T/S2040, modem T/S2050, registratore a cassette T/S2020, joystick T/S2090, ecc., mentre Timex Portugal realizzò anche lettori di floppy FDD e FDD3000, e molte sono le periferiche compatibili prodotte da terzi.
Essendoci domanda per un T/S1000 con espansione di RAM a 16 kB, nel 1983 fu realizzato un modello con 16 kB di serie e con un case simile a quello dello ZX Spectrum, ma di colore grigio, il Timex Sinclair 1500 o T/S1500, lanciato a meno di 70 dollari. Era compatibile con tutte le periferiche e il software disponibili per T/S1000 e ZX81.
Il marchio Timex Sinclair sembrava aver guadagnato una posizione forte sul mercato. Lo stand alla fiera del 1983 era enorme, circa con la metratura di un appartamento di quattro stanze, decorato con gigantografie del T/S1500 e della preannunciata linea T/S2000.
Nell'estate 1983 fu presentato il Timex Sinclair 2048, che poi in realtà uscì come Timex Sinclair 2068. La serie T/S2000 era intesa come il corrispettivo e successore americano dello ZX Spectrum. L'intenzione iniziale era distribuire una versione a 16 kB, identica al modello base britannico, a circa 150 dollari, e una a 48 kB a circa 200 dollari, ma fu lanciata solo la seconda. I T/S2000 presenti alla fiera del 1983 non erano operativi, e sebbene circolassero molte brochure e foto promozionali, il modello uscì solo a fine anno.
Il T/S2068 era un miglioramento dello ZX Spectrum su diversi aspetti. La Timex portoghese sostituì il modulatore TV con un chip realizzato in collaborazione con l'INESC, in grado di supportare le uscite video PAL e NTSC. Furono prodotti il T/S2068, con case argentato, per il territorio nordamericano e il Timex Computer 2068 (TC2068), con case nero, per quello europeo (distribuzioni ufficiali in Portogallo e Polonia).
Tra mercato americano e mercato europeo vennero prodotte 37 cartucce per il 2068. La Timex portoghese creò anche una cartuccia contenente la copia della ROM dello ZX Spectrum, chiamata Emulator, per garantire una compatibilità totale con il software Spectrum.
Secondo un portavoce della Timex, la Sinclair non mostrò alcun interesse a riportare gli sviluppi tecnologici dei prodotti Timex nel Regno Unito; ad esempio rifiutò di importare per la linea ZX originale la più avanzata stampante T/S2040 creata per i Timex Sinclair. Si può ipotizzare che la Sinclair non volesse affiancare uno Spectrum più avanzato al proprio successivo Sinclair QL che era in previsione.
A supporto dei Timex Sinclair furono lanciate le riviste SYNC (1981-1984) e Timex Sinclair User (1983, un corrispettivo americano di Sinclair User), oltre a innumerevoli newsletter e pubblicazioni amatoriali.
Il 22 febbraio 1984 la Timex statunitense annunciò la propria uscita dal mercato nazionale degli home computer, dando come motivazione l'instabilità del mercato, che avrebbe abbattuto il valore delle scorte e reso difficile ottenere profitti ragionevoli. Potrebbe riferirsi alla crisi dei videogiochi del 1983, che negli USA avvantaggiò gli home computer, ma portò a una guerra al ribasso dei prezzi tra Commodore e Texas Instruments che si ripercosse su tutti i produttori; il prezzo del T/S1000 crollò fino anche a 19 $.
La Timex Portugal però continuò la manifattura e lo sviluppo di nuovi prodotti a marchio Timex Computer.
Nel 1984 fu lanciato, solo sul mercato portoghese e polacco, il Timex Computer 2048 (TC2048), più compatibile nativamente con lo ZX Spectrum, tanto da potersi considerare il primo vero clone dello Spectrum. Era più economico del TC2068 e molto più affidabile dello ZX Spectrum originale, essendo basato su meno circuiti integrati. Il TC2048 si avvia come uno Spectrum, ma con qualche caratteristica in più: un'estensione del BASIC con alcuni comandi grafici e una modalità aggiuntiva di risoluzione grafica.
Dal TC2068 derivò anche l'Unipolbrit Komputer 2086 (1986) polacco, grazie a un'altra joint venture tra il marchio statale polacco Unimor di Danzica e la Polbrit International, come associata della Timex Portugal. Non fu fabbricato affatto in Polonia, ma ci fu un insolito accordo tra la UnipolBrit e la Timex per aggirare le difficoltà di esportazione verso il blocco sovietico: un baratto circolare tra i computer portoghesi e prodotti polacchi da rivendere in Portogallo, iniziando dai monitor Neptun fino a ortofrutta tramite la Pão de Açúcar.
Si diffusero molte altre varianti e modelli nel mondo. I computer Timex possono essere considerati i primi cloni dello ZX Spectrum, e la loro localizzazione portò a una serie di cloni secondari, soprattutto nel mercato latinoamericano. Qui i derivati dello Spectrum furono molto simili, in alcune caratteristiche, a quelli della Timex, compreso molti anni dopo lo ZX Spectrum Next che deriva dal clone brasiliano TK90X.